# Chimarra alata
Chimarra alata är en nattsländeart som beskrevs av Bueno-soria 1983. Chimarra alata ingår i släktet Chimarra och familjen stengömmenattsländor. Inga underarter finns listade i Catalogue of Life.